# Mike Miller (Basketballspieler)
Michael Lloyd Miller (* 19. Februar 1980 in Mitchell, South Dakota) ist ein ehemaliger US-amerikanischer Basketballspieler, der 18 Jahre in der NBA spielte. Der Shooting Guard/Small Forward gewann mit den Miami Heat 2012 und 2013 jeweils die NBA-Meisterschaft.
Seit 2017 ist Miller als Assistenztrainer an der University of Memphis angestellt.

## Kindheit und Jugend
Mike Miller wurde am 19. Februar 1980 in Mitchell, South Dakota, als Sohn von Tom and Sheryl Miller geboren. Sein Vater ist ein Assistenzdirektor und früherer Basketballspieler am Dakota Wesleyan College. Seine Mutter Sheryl ist Lehrerin. Er hat zwei Brüder, Ryan und Jared, sowie eine Schwester namens Chelsey. Er besuchte die University of Florida, mit deren Basketballmannschaft er im Jahr 2000 das NCAA-Division-I-Basketball-Championship-Finale erreichen konnte.

## Karriere

### Draft und erste Jahre
Im Jahr 2000 wurde er dann als fünfter des gesamten Drafts von den Orlando Magic gewählt. In seiner ersten Saison spielte er alle 82 Saisonspiele, 62 als Starter, was vor ihm nur drei Magic-Spielern vorbehalten war sowie vier Partien in der ersten Play-off Runde. Trotzdem verlor sein Team vier zu drei gegen die Milwaukee Bucks. Er erzielte im Schnitt 11,9 Punkte und vier Rebounds in nur 29 Minuten pro Partie. Außerdem zeigte er eine starke Leistung bei den Drei-Punkt Würfen (40,7 %), was ihm letztendlich den Rookie of the Year Award und die Berufung in das NBA All-Rookie First Team einbrachte. Des Weiteren stellte er die Franchiserekorde für versuchte und erzielte Dreier.
Er war auch Teil der Rookie-Mannschaft am NBA All-Star Weekend und erzielte elf Punkte.

### 2001/02
Die Saison 2000/01 verlief für Miller durchaus erfolgreich. So konnte er seinen Punkteschnitt auf 15 Punkte pro Spiel verbessern, erzielte eine Karrierebestleistung von 32 Punkten gegen Charlotte (am 24. November 2001), gab zweimal zehn Assists, was ebenfalls eine Karrierebestleistung darstellte und holte gegen Philadelphia elf Rebounds (23. Februar 2002), wiederum eine Karrierebestleistung. Allerdings verletzte er sich und fiel 19 Spiele aus.

### Trade nach Memphis
In der darauffolgenden Spielzeit wurde er dann von den Magic nach Memphis getradet. Insgesamt absolvierte er in der Saison 65 Spiele, davon 16 für Memphis. Auch konnte er seine Karrierehöchstleistungen nach oben schrauben. So konnte er mit 13 Assists brillieren. Am 23. November erzielte er gegen die Los Angeles Lakers seinen 3.000. Punkt und holte sechs Tage darauf gegen die Cleveland Cavaliers seinen 1.000. Rebound.

### 2004/05
In der Saison 2003–2004 konnte Miller erneut mit Bestleistungen aufwarten. So konnte er zum Beispiel die Saison als viertbester Drei-Punkt Schütze (43,3 % – Karrierebestwert) beenden und erzielte am 13. April 2005 37 Punkte gegen die Houston Rockets. Er bestach auch durch seine Konstanz, was sich auch in den Zahlen widerspiegelte: 10+ Punkte 52 mal, 20+ Punkte 14 mal und 30+ Punkte 2 mal. Vom 7. bis 20. Dezember erzielte er in neun aufeinanderfolgenden Spielen mindestens einen Drei-Punkt Wurf.

### 2005/06
Diese Spielzeit war bislang die erfolgreichste für Miller. Er gewann den NBA Sixth Man of the Year Award mit 88 von 123 möglichen Stimmen. Außerdem gelang ihm am 10. Januar 2006 sein bisher einziges Triple-Double gegen Sacramento. Des Weiteren erzielte er seinen 5.000 Karrierepunkt und sein 1.000 Karriereassist.

### 2006–2008
Nach der Saison 2006–2007 wurde er ins US-Basketball Team berufen.
2007–2008 absolvierte er 70 Spiele für Memphis und erzielte im Schnitt 16,4 Punkte. Seine Wurfquote war mit über 50 Prozent ebenfalls exzellent. Mit 45 Punkten gegen die Golden State Warriors schaffte er sein bestes Resultat was die Punktausbeute angeht.
In der Saison 2008/09 wurde er zusammen mit Kevin Love, Brian Cardinal und Jason Collins nach Minnesota zu den Timberwolves getradet. Im Gegenzug erhielt Memphis O.J. Mayo, Antoine Walker, Marko Jaric und Greg Buckner.

### 2008–2010

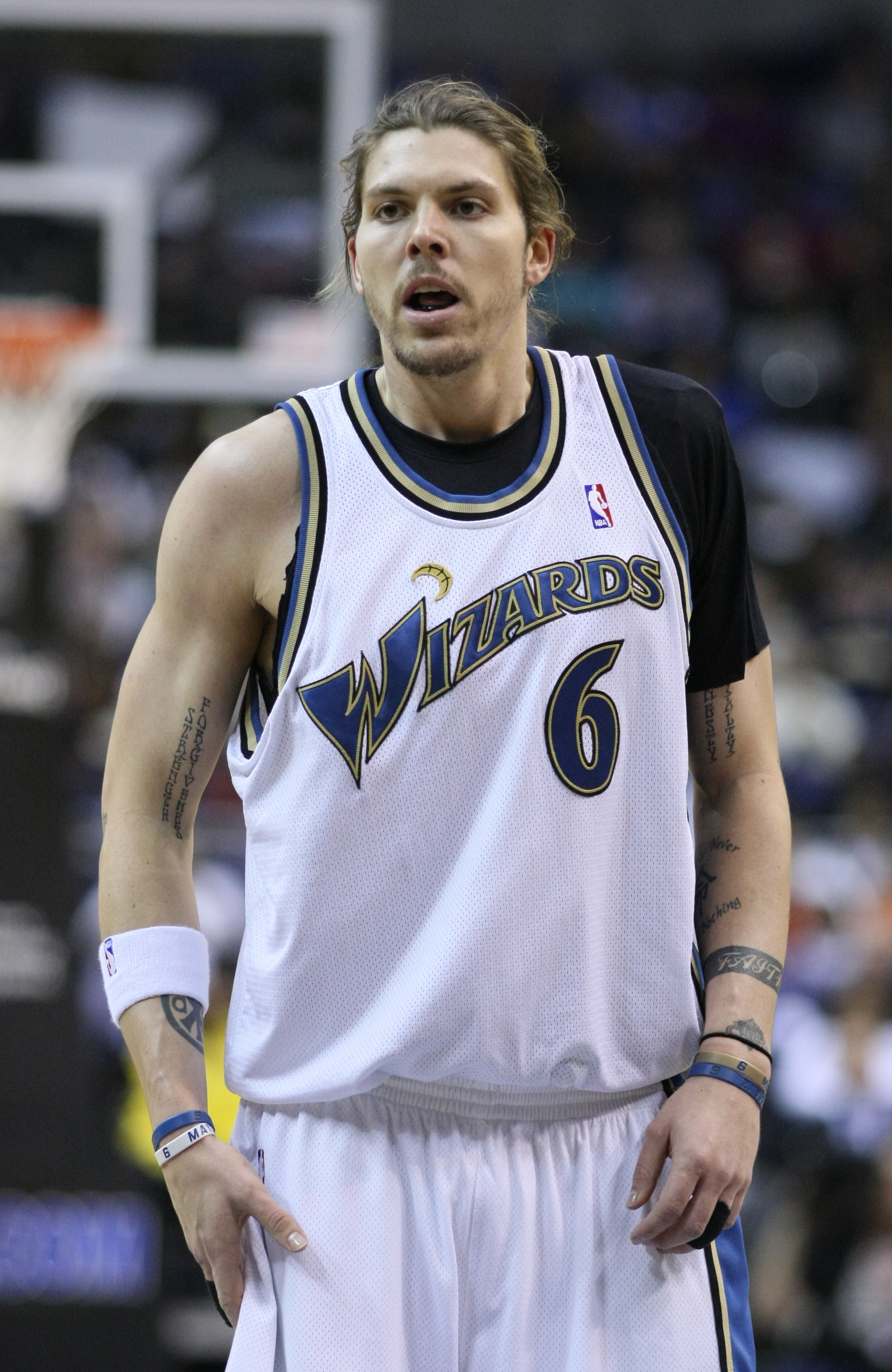
Miller bei den Washington Wizards, 2009

Bei Minnesota wurde Miller jedoch nicht glücklich, kam oft nur von der Bank und erreichte mit durchschnittlich 9,9 Punkten pro Spiel den schlechtesten Wert seiner gesamten Profi-Karriere.
Daraufhin wurde Miller im Juli 2009 zu den Washington Wizards getradet. Dort verletzte er sich jedoch an der Schulter und kam so zu nur 54 Spielen in der Saison.

### Miami Heat (2010–2013)
Nach zwei Stationen, an denen Miller nicht glücklich wurde, wechselte er im Sommer 2010 zu Miami Heat, wo er als Ergänzung für die neuen Superstars LeBron James und Chris Bosh vorgesehen war. Jedoch verletzte er sich in der Saisonvorbereitung bei einem Zweikampf mit James so schwer, dass er für den Rest des Jahres 2010 ausfällt. Auch während der Saison 2011/2012 kämpfte Miller mit verschiedenen Verletzungen und war so nie zu einhundert Prozent einsatzfähig. Trotzdem gelang es den Heat erneut ins Finale um die NBA-Meisterschaft einzuziehen. Die Serie konnten die Heat mit 4:1 Siegen gewinnen und sicherten sich die Meisterschaft. Obwohl er in der Serie wegen seiner Probleme am Rücken nicht viel Einsatzzeit erhielt, lief er im 5. Spiel der Serie heiß und erzielte 23 Punkte. Dabei konnte er 7 von 8 Würfen von der 3er Linie versenken. Auch 2012/2013 konnte sich Miller mit den Heat die Meisterschaft erneut sichern. In der Sommerpause 2013 nutzten die Heat die Amnestieklausel und entließen Miller. Die Heat sparen dadurch etwa 17 Millionen Dollar an Luxussteuer in der kommenden Saison.

### Memphis Grizzlies (2013–14)
Nach seiner Entlassung bei den Miami Heat kehrte Miller zu den Memphis Grizzlies zurück, mit denen er 2014 die Play-offs erreichte.

### Cleveland Cavaliers (2014–15)
Miller unterschrieb im August 2014 bei den Cleveland Cavaliers, wo er auf seine ehemaligen Teamkameraden LeBron James und James Jones traf. Mit den Cavaliers erreichte Miller die NBA-Finals, wo man jedoch den Golden State Warriors unterlag.

### Denver Nuggets (Seit 2015)
Im Sommer 2015 unterschrieb Miller einen neuen Vertrag bei den Denver Nuggets. Bei den Nuggets kam er nur sporadisch zum Einsatz. Nachdem er im Juli 2017 entlassen wurde, beendete er seine Karriere mit 37 Jahren.

## Trainerkarriere
Im Anschluss an seine Karriere wurde Miller als Assistenztrainer für die University of Memphis verpflichtet, wo er in Zukunft Penny Hardaway assistieren wird.

## Persönliches
Mike Miller ist mit seiner Frau Jen verheiratet und hat zwei Söhne namens Mason und Maverick und eine Tochter namens Jaelyn.
Er engagiert sich auch sehr für wohltätige Zwecke und hat auch eine eigene Stiftung, die Mike Miller Foundation.

## Erfolge
- 2× NBA Champion 2012, 2013
- NBA Sixth Man of the Year 2006
- NBA Rookie of the Year 2001
- NBA All-Rookie First Team 2001